# Castello di Turku

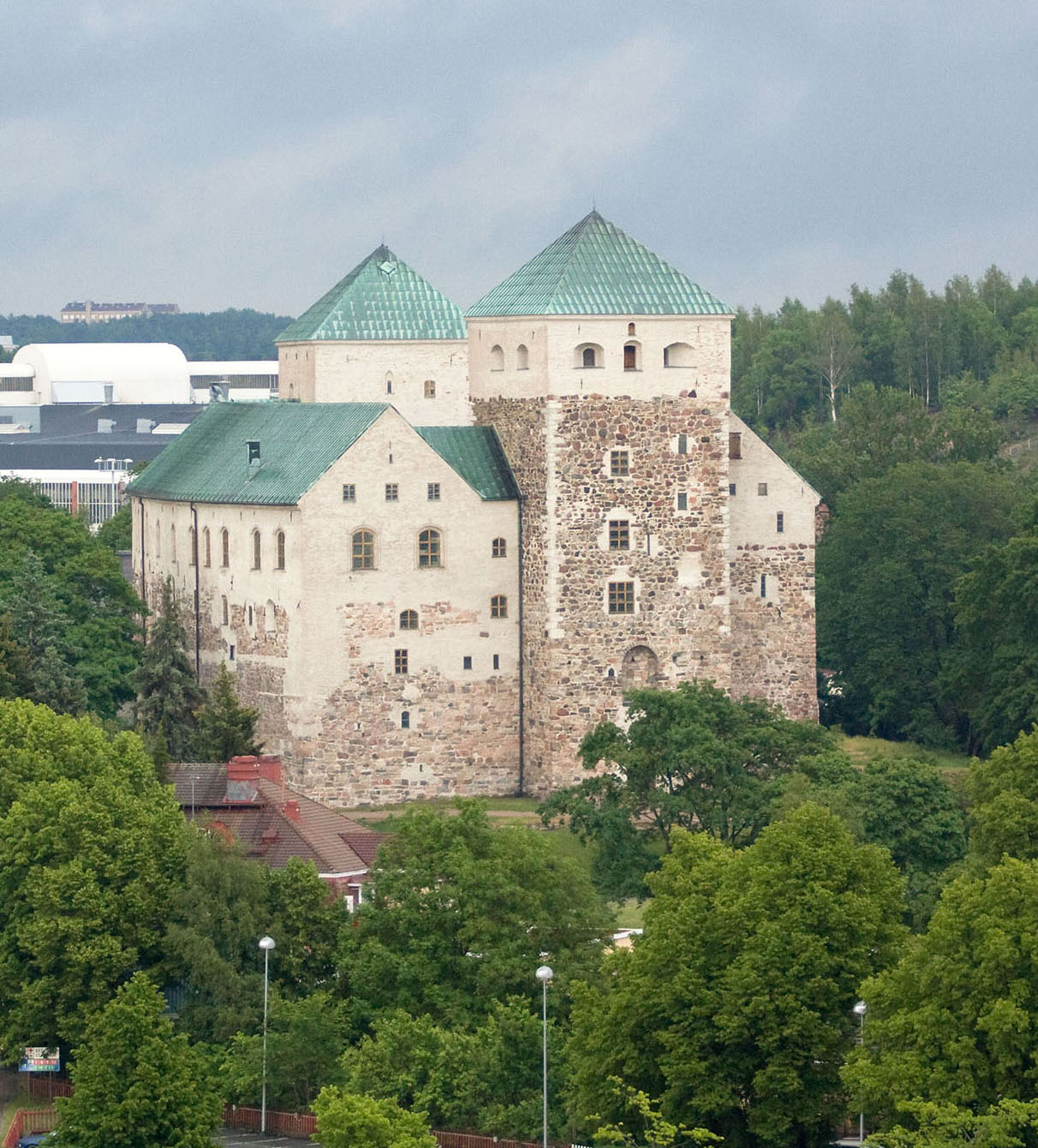
Castello

Il castello di Turku è un castello sito nei pressi della città finlandese di Turku sulle rive del fiume Aura. Rappresenta uno dei più antichi edifici ancora in uso in Finlandia e uno dei più grandi castelli medievali in Scandinavia, dichiarato monumento nazionale. In origine il castello fu costruito su di un'isola, ma a causa dei sedimenti accumulati nel tempo, adesso si trova sulla terraferma. In questo castello i re di Svezia soggiornavano durante le loro visite in Finlandia ed è qui che venne tenuta prigioniera la regina Karin Månsdotter.

## Storia
I lavori di costruzione iniziarono nel 1280 e testimoniano l'importanza di Turku in quel particolare periodo storico; nei due secoli successivi le sue difese furono rafforzate e vennero aggiunti nuovi quartieri abitativi. Il castello veniva impiegato anche come sede amministrativa nell'Österland (l'odierna Finlandia), durante la dominazione svedese.
Solo una volta il castello ha avuto un ruolo nella difesa del regno, quando nel 1318 gli invasori russi provenienti da Velikij Novgorod distrussero Turku. Sovente il castello ha giocato un importante ruolo nelle lotte interne per il potere.
La parte principale del castello è stata notevolmente ampliata nel corso del XVI secolo, dopo l'ascesa al trono di Gustavo I di Svezia.
Il castello perse il suo status di centro amministrativo nel XVII secolo.
Nel 1614, durante la visita di re Gustavo II Adolfo di Svezia, un enorme incendio distrusse quasi completamente la struttura principale in legno; a seguito di ciò, il castello fu abbandonato e utilizzato in parte per attività commerciali.
Dal XVIII fino alla fine del XIX secolo, il castello è stato impiegato come prigione.
Durante la guerra di Finlandia il castello fu utilizzato dalla marina imperiale russa e consegnato alle autorità finlandesi dopo che al paese era stato concesso lo status autonomo all'interno dell'Impero russo con l'istituzione del Granducato di Finlandia.
Nell'estate del 1941 fu colpito da una bomba incendiaria.
Il restauro del castello, iniziato già prima della seconda guerra mondiale, venne completato nel 1987. Un altro restauro venne completato il 12 ottobre 1993. L'edificio è di proprietà dello Stato finlandese e la sua gestione è affidata alla città di Turku. Nella parte principale del castello si trovano sale per ricevimenti e cerimonie, una cappella e una caffetteria. Oggi il castello è uno dei musei più visitati della Finlandia.
Il castello e le sue prigioni sotterranee sono una delle maggiori attrazioni per i turisti attratti anche dalla leggenda del fantasma di Hedvig Eleonora Stenbock, che visse nel castello durante il XVIII secolo.